# Socialistes réformistes

Logo

Les Socialistes réformistes (Socialisti riformisti, SR) est un petit parti politique italien, social-démocrate fondé en 2006 par des dissidents du Nouveau PSI hostiles à l'alliance électorale avec la Démocratie chrétienne pour les autonomies et la Maison des libertés.

## Historique
Le chef de file des socialistes réformistes, Donato Robilotta, fut candidat aux élections générales italiennes de 2006 au titre du cartel électoral La Rose au poing, qui rassemblait essentiellement les Socialistes démocrates italiens et les libéraux laïcs du Parti radical italien.
Après l'élection, les socialistes réformistes se rapprochèrent à nouveau du NPSI et de la Maison des libertés. Devenus un courant du Peuple de la liberté, les Socialistes réformistes participent encore occasionnellement à des élections sous leurs propres couleurs. Ainsi, une liste des SR obtient 4,16 % des voix lors des élections régionales d'Ombrie en 2010, en alliance avec le Parti démocrate.